# Probathyopsis
Probathyopsis és un gènere extint de mamífers dinocerats de la família dels prodinoceràtids que visqueren a Àsia i Nord-amèrica des del Paleocè superior fins a l'Eocè inferior, fa entre 50,3 i 58,7 milions d'anys. Se n'han trobat restes fòssils als Estats Units i la Xina. Les espècies d'aquest grup eren dinocerats petits i primitius i tenien les protuberàncies cranials molt poc desenvolupades. Les dents canines superiors estan allargades, mentre que la símfisi mandibular es projecta cap als costats. El nom genèric Probathyopsis significa 'abans de Bathyopsis'.